# X-Men Origens: Wolverine
X-Men Origins: Wolverine (pt/br: X-Men Origens: Wolverine) é um filme americano de ação e ficção científica de 2009, baseado no personagem fictício Wolverine da Marvel Comics. É o quarto filme da série de filmes X-Men, embora o primeiro a focar o passado do personagem Wolverine, foi lançado mundialmente em 1 de maio de 2009. O filme é dirigido por Gavin Hood e apresenta no elenco Hugh Jackman, Liev Schreiber, Danny Huston, Will.i.am, Lynn Collins, Taylor Kitsch, Kevin Durand, Daniel Henney e Ryan Reynolds. O filme funciona como um prelúdio para os três primeiros filmes da franquia, focando-se no passado violento do mutante Wolverine e seu relacionamento com seu meio-irmão Victor Creed. O enredo também detalha os primeiros encontros de Wolverine com o major William Stryker, o seu tempo com a Equipe X, e da ligação do esqueleto de Wolverine com o metal indestrutível adamantium no programa Arma X.
O filme foi produzido pela Seed e  pela Donners' Company e distribuído pela Twentieth Century Fox,em associação com a Marvel Entertainment e Dune Entertainment e no Brasil pela Fox Film do Brasil Distribution.
O filme foi filmado na Austrália, Nova Zelândia e Canadá. A produção e a pós-produção foi conturbada, com conflitos surgidos entre o diretor Hood e os executivos da Fox, e uma workprint inacabada que vazou na internet um mês antes da estreia do filme. As críticas de X-Men Origins: Wolverine foram variadas, com críticos considerando o filme e seu roteiro sem inspiração mas louvando a performance de Hugh Jackman. Estreou no topo das bilheterias, arrecadando US$ 179 milhões nos ganhos domésticos, Estados Unidos e Canadá, e mais de US$ 373 milhões em todo o mundo.

## Enredo
No Canadá de 1845, o jovem James Howlett vê seu seu pai John Howlett ser assassinado pelo caseiro da casa onde viviam, Thomas Logan, pai de Victor Creed. Apavorado, James desenvolve e revela sua mutação: garras ósseas que crescem entre as juntas de suas mãos, e acaba matando Thomas, que antes de morrer, revela ser seu verdadeiro pai. James foge junto com Victor para a floresta, e lá os dois prometem cuidar um do outro. Os irmãos passam os anos seguintes participando de diversas guerras para controlar suas tendências violentas, como a Guerra Civil Americana e ambas as Guerras Mundiais. Durante a Guerra do Vietnã, Victor tenta violentar uma mulher, é impedido por um superior e acaba matando-o. James tenta ajudá-lo, os dois são "executados" por fuzilamento e aprisionados após a regeneração de ambos fazê-los sobreviver.
O cientista militar William Stryker procura os dois para participarem da Equipe X, um grupo de mutantes comandado pelo coronel no qual participam o atirador Agente Zero, o ágil lutador e mercenário Wade Wilson, o invulnerável Fred Dukes, o teleportador John Wraith e o manipulador de energia Chris Bradley. Porém, a negligência e as ações questionáveis do grupo, faz com que em 1979 James os abandone, deixando Victor intrigado e decepcionado.
Seis anos depois (1985), James está nas montanhas canadenses com o nome de Logan, trabalhando como lenhador e vivendo com sua namorada Kayla. Certo dia, ele é procurado por Stryker, que avisa que os antigos membros da Equipe X estão sendo mortos. Logo depois, Kayla é atacada e aparentemente assassinada por Victor, e em um confronto Logan, é derrotado pelo irmão. Logan procura Stryker atrás de ajuda para vencer Victor. Em um projeto secreto, intitulado "Arma X", Stryker reforça o esqueleto de Logan com adamantium, uma liga de metal virtualmente indestrutível. Antes do procedimento, Logan pede uma dog tag com o nome de "Wolverine". Após a operação, Stryker diz para apagarem a memória de Logan, mas ele escuta e foge da base, indo se esconder em um celeiro, onde conhece um casal idoso que lhe oferece abrigo e comida. Na manhã seguinte, o casal é assassinado pelo Agente Zero. Logan consegue matar os homens de Zero e o próprio após derrubar e explodir o helicóptero.
Logan viaja para Las Vegas e reencontra seus ex-colegas de equipe, John e Fred, este último agora extremamente obeso. Após uma luta no ringue, Fred revela para Logan que Victor está capturando mutantes para Stryker com a finalidade de fazer experimentos. Stryker está localizado em uma instalação secreta conhecida como "A Ilha", do qual apenas uma pessoa fugiu: Remy LeBeau, o Gambit. Logan e John vão para Nova Orleans atrás de LaBeau. Após encontrá-lo, Logan questiona a localização da Ilha para Gambit, mas o mutante, acreditando que Logan é um dos homens de Stryker disfarçado, o ataca. Do lado de fora do bar, Logan vê que Victor matou John e tirou uma amostra de seu sangue. Os irmãos brigam, mas são interrompidos por Gambit. Victor foge, enquanto após um breve confronto, Gambit é convencido, e leva Logan até a Ilha.
Na fortaleza, Logan descobre que sua namorada Kayla está viva e se aliou com Stryker para que ele libertasse sua irmã Emma, presa na ilha junto com outros mutantes. Kayla revela que também é uma mutante com o dom da persuasão, mas insiste que não hipnotizou Logan para acreditar que o amava. O mutante, frustrado, a deixa e vai embora. Quando Stryker nega o tratamento com adamantium para Victor, este fica furioso e ataca Kayla, com Logan escutando seus gritos e a salvando em seguida. Ele derrota Victor, mas desiste de matá-lo quando Kayla o lembra que ele não é um animal. Os dois então vão libertar os mutantes presos.
Stryker então aciona a Arma XI (Deadpool), que na realidade é Wade Wilson, dado como morto pelo coronal, mas na verdade sofreu experiências, tendo adquiridos poderes de diversos mutantes capturados. Logan resolve lutar contra Deadpool, enquanto Kayla, sua irmã Emma e o resto dos mutantes libertados fogem por outro caminho. Quando Logan está prestes a ser derrotado por Deadpool no alto de uma torre de resfriamento, Victor aparece para ajudá-lo, e os dois irmãos vencem Deadpool decapitando-o. Mesmo com a ajuda do irmão, Logan diz que nada mudará na relação dos dois. Victor foge enquanto a construção desaba e Logan, que quase é esmagado por um pedaço de concreto solto, é salvo por Gambit. Kayla e os outros mutantes são atacados pelos guardas e Kayla é baleada, decidindo ficar para trás. Os prisioneiros, guiados pelo jovem Ciclope vendado seguindo uma voz em sua cabeça, descobrem do lado de fora o professor Charles Xavier que resgata todos e os leva para sua escola. Gambit vê a cena e vai avisar Wolverine.
Logan descobre que Kayla foi baleada e tenta salvá-la, mas Stryker o acerta com balas de adamantium e ele desmaia. Stryker se prepara para matar Kayla, mas ela, antes de morrer, usa seus poderes para fazê-lo largar a arma e caminhar até seus pés sangrarem.
Gambit retorna, mas Logan está sem memória devido aos danos cerebrais causados pelas balas. Enquanto policias, ambulâncias e bombeiros se aproximam, Gambit tenta convencê-lo a ir com ele, mas Logan diz que seguirá sozinho, e os dois fogem da Ilha.
Durante a cena pós-créditos, Stryker é capturado e preso por militares por ter assassinado um general na Ilha. Após os créditos, uma cena mostra Logan em um bar oriental, "bebendo para lembrar", e a outra cena pós-créditos tem Deadpool na torre destruída, tentando tocar sua cabeça decepada.

## Elenco

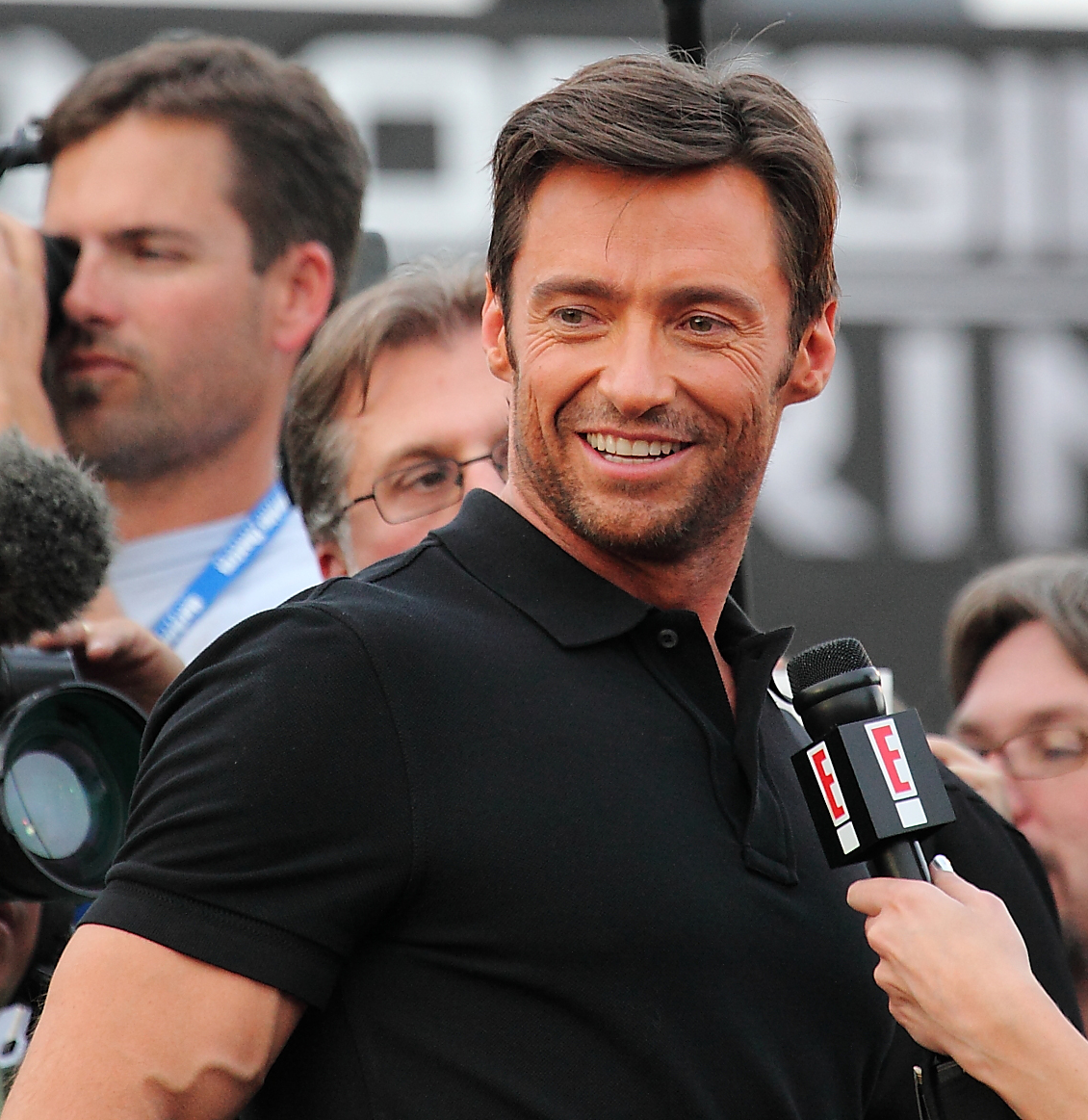
Hugh Jackman, o protagonista do filme.

- Hugh Jackman como James "Jimmy" Howlett / James "Logan" Howlett / Wolverine, é o mutante retratado no filme, que apresenta seu passado violento e romântico, quando entra para o grupo Equipe X, e passa por violentas transformações. Jackman, interpretou o personagem nos três primeiros filmes da franquia X-Men.
- Liev Schreiber como Victor Creed, é o antagonista do filme, sendo representado como meio-irmão de Wolverine. Dentes-de-Sabre, já havia feito sua estreia nos cinemas em X-Men: O Filme, interpretado pelo ator Tyler Mane.
- Danny Huston como Coronel William Stryker, é representado como o líder da Equipe X no filme, grupo no qual Wolverine e Dentes-de-Sabre fazem parte. De acordo com os quadrinhos, Stryker não tem relações com o grupo e nem com Wolverine, mesmo sendo representado no filme X2 por Brian Cox.
- will.i.am como John Wraith / Espectro, é um dos integrantes mutantes do grupo Equipe X. Tem a habilidade de se teletransportar para lugares próximos, e ajuda Wolverine a desvendar seu passado, sendo também inimigo de Dentes de Sabre.
- Lynn Collins como Kayla Silverfox / Raposa Prateada, é o grande amor da vida de Wolverine. Tudo começa, quando ela foi supostamente "caçada" por Dentes-de-Sabre.
- Kevin Durand como Fred Dukes / Blob, um dos membros mutante da Equipe X. É superforte e invulnerável.
- Dominic Monaghan como Chris Bradley / Bolt, é também um dos membros do grupo Equipe X, com habilidades de manipular a eletricidade e controle de luz e durabilidade.
- Taylor Kitsch como Remy LeBeau / Gambit, é um ladrão das ruas de Nova Orleans, em Louisiana, que ajuda Wolverine a se vingar de Dentes-de-Sabre. É também um ágil mutante, que descarrega energia cinética em objetos como cartas de Poker.
- Daniel Henney como David North / Agente Zero, é um atirador profissional que faz parte da Equipe X, grande companheiro de Stryker e inimigo de Wolverine.
- Ryan Reynolds como Wade Wilson / Deadpool / Arma XI, ágil manipulador de espadas que faz parte da Equipe X. É esnobe e tagarela, sendo um grande incomodo para Wolverine e Dentes-de-Sabre.
- Julia Blake como Heather Hudson.
- Max Cullen como Travis Hudson.
- Troye Sivan como James Howlett / Wolverine (jovem).
- Michael-James Olsen como Victor Creed (jovem).
- Peter O'Brien como John Howlett, o pai de Victor Creed e padrasto de Logan.
- Aaron Jeffery como Thomas Logan, o pai de James "Logan" Howlett.
- Alice Parkinson como Elizabeth Howlett, a mãe de Victor Creed e Logan.
- David Ritchie como Abraham Cornelius. (Nos créditos: Dr. Cornelius)
- Asher Keddie como Carol Hiness. (Nos créditos: Dra. Carol Frost)
- Stephen Leeder como General Munson
- Tim Pocock como Scott Summers / Ciclope
- Tahyna Tozzi como Irmã de Kayla / Emma Frost
- Patrick Stewart como Charles Xavier / Professor X (Não creditado)

## Recepção
O filme não foi bem aceito pela crítica, que o considerou pouco inspirado e mal escrito. Apesar disto, Wolverine faturou 364 milhões de dólares mundialmente, e foi uma das 10 maiores bilheterias de 2009.

## Continuações
Após o bem-sucedido final de semana de estreia de Origens Wolverine, os produtores aprovaram a produção de uma sequência. A história supostamente será no Japão, onde Logan está na cena pós-créditos. Hugh Jackman já declarou que é um fã da saga japonesa de Wolverine escrita por Frank Miller e Chris Claremont. Christopher McQuarrie é o responsável pelo roteiro, e diz que o texto está pronto para começar as filmagens em Janeiro de 2011. Batizado The Wolverine (Wolverine - Imortal no Brasil), foi descrito pelo diretor Darren Aronofsky como um "filme solitário" ao invés de uma sequência. Originalmente planejado para ser dirigido por  começar a filmar em Março de 2011 em Nova York, para em seguida ir para o Japão,  foi adiado após Aronofsky se afastar do filme, e um terremoto devastar boa parte do Japão. Em 16 de Junho de 2011, James Mangold foi escolhido como diretor, e em Setembro Mark Bomback foi contratado para reescrever o roteiro. As filmagens começaram  em Agosto de 2012 na Austrália, e o filme estreou no dia 26 de Julho de 2013. Uma outra sequência foi planejada para a série X-Men Origins, intitulada X-Men Origins: Magneto, com o foco no personagem homônimo, o projeto foi cancelado em 2015.

## Cronologia
Linha do Tempo (Presente):
X-Men: Primeira Classe (Ano de 1963)
X-Men Origens: Wolverine (prelúdio ambientado em 1845, história principal em 1979)
X-Men: O Filme (ano de 2000)
X-Men 2 (ano de 2003)
X-Men: O Confronto Final (ano de 2006)
Wolverine - Imortal (ano de 2011)
Linha do Tempo (Logan):
Logan (Ano de 2029)
Deadpool & Wolverine (Ano posterior à 2029)
Linha do Tempo (Revisada):
X-Men: Primeira Classe (Ano de 1962)
X-Men: Dias de Um Futuro Esquecido (Passado; Ano de 1973)
X-Men: Apocalipse (Ano de 1983)
X-Men: Fênix Negra (Ano de 1992)
Deadpool (Ano de 2016)
Deadpool 2 (Ano de 2018)
X-Men: Dias de um Futuro Esquecido (Futuro; Ano de 2023)
Deadpool & Wolverine (Ano de 2024)

OBS: X-Men: Dias de Um Futuro Esquecido alterou ambas as linhas do tempo. A linha do tempo do passado e futuro se separaram e cada uma tomou um rumo diferente, deixando de depender uma da outra.